# Podnoszenie ciężarów na Letnich Igrzyskach Olimpijskich 1984 – waga kogucia mężczyzn
Rywalizacja w wadze do 56 kg mężczyzn w podnoszeniu ciężarów na Letnich Igrzyskach Olimpijskich 1984 odbyła się 30 lipca 1984 roku w hali Gersten Pavilion. W rywalizacji wystartowało 20 zawodników z 18 krajów. Tytułu sprzed czterech lat nie obronił Kubańczyk Daniel Núñez, który tym razem nie startował. Nowym mistrzem olimpijskim został Chińczyk Wu Shude, srebrny medal wywalczył jego rodak - Lai Runming, a trzecie miejsce zajął Masahiro Kotaka z Japonii.

## Wyniki
| Pozycja | Zawodnik            | Reprezentacja     | Waga  | Rwanie | Rwanie | Rwanie | Podrzut | Podrzut | Podrzut | Wynik |
| Pozycja | Zawodnik            | Reprezentacja     | Waga  | 1      | 2      | 3      | 1       | 2       | 3       | Wynik |
| ------- | ------------------- | ----------------- | ----- | ------ | ------ | ------ | ------- | ------- | ------- | ----- |
| 1. !    | Wu Shude            | Chiny             | 55,70 | 120,0  | 125,0  | 125,0  | 140,0   | 145,0   | 147,5   | 267,5 |
| 2. !    | Lai Runming         | Chiny             | 55,60 | 115,0  | 120,0  | 125,0  | 140,0   | 145,0   | 145,0   | 265,0 |
| 3. !    | Masahiro Kotaka     | Japonia           | 55,35 | 112,5  | 117,5  | 117,5  | 140,0   | 140,0   | 145,0   | 252,5 |
| 4       | Takashi Ichiba      | Japonia           | 55,30 | 110,0  | 110,0  | 115,0  | 140,0   | 145,0   | 145,0   | 250,0 |
| 5       | Kim Chil-bong       | Korea Południowa  | 55,75 | 100,0  | 105,0  | 107,5  | 132,5   | 137,5   | 140,0   | 245,0 |
| 6       | Dionisio Muñoz      | Hiszpania         | 55,35 | 105,0  | 110,0  | 110,0  | 127,5   | 132,5   | 135,0   | 242,5 |
| 7       | Arvo Ojalehto       | Finlandia         | 55,65 | 105,0  | 110,0  | 110,0  | 137,5   | 137,5   | 137,5   | 242,5 |
| 8       | Albert Hood         | Stany Zjednoczone | 55,90 | 105,0  | 110,0  | 112,5  | 130,0   | 137,5   | 137,5   | 242,5 |
| 9       | Joanis Katsaindonis | Grecja            | 55,25 | 100,0  | 105,0  | 107,5  | 130,0   | 135,0   | 137,5   | 240,0 |
| 10      | Deven Govindasami   | Indie             | 55,70 | 100,0  | 105,0  | 107,5  | 130,0   | 135,0   | 135,0   | 235,0 |
| 11      | Chiu Yuh-chuan      | Chińskie Tajpej   | 55,85 | 97,5   | 102,5  | 102,5  | 132,5   | 137,5   | 137,5   | 230,0 |
| 12      | Nicolas Mercado     | Kolumbia          | 55,85 | 100,0  | 105,0  | 105,0  | 125,0   | 130,0   | 132,5   | 230,0 |
| 13      | Mohamed As-Sajjid   | Egipt             | 55,90 | 97,5   | 102,5  | 102,5  | 132,5   | 137,5   | 140,0   | 230,0 |
| 14      | Jagadish Pradhan    | Nepal             | 55,85 | 87,5   | 92,5   | 97,5   | 110,0   | 117,5   | 117,5   | 210,0 |
| 15      | Nery Minchez        | Gwatemala         | 55,60 | 85,0   | 90,0   | 90,0   | 112,5   | 117,5   | 120,0   | 202,5 |
| -       | Taoufik Maaouia     | Tunezja           | 55,75 | 90,0   | 95,0   | 95,0   | 125,0   | 130,0   | 130,0   | —     |
| -       | Gheorghe Maftei     | Rumunia           | 55,65 | 110,0  | 115,0  | 115,0  | 145,0   | 145,0   | 145,0   | —     |
| -       | Hadi Wihardja       | Indonezja         | 55,60 | 105,0  | 105,0  | 105,0  | 142,5   | 142,5   | 142,5   | —     |
| -       | Mehmet Altin        | Turcja            | 55,75 | 97,5   | 102,5  | 105,0  | 130,0   | —       | —       | —     |
| -       | Ahmed Tarbi         | Algieria          | 55,95 | 102,5  | 107,5  | 110,0  | 132,5   | 137,5   | 137,5   | DSQ   |